# Lundby, Kungälvs kommun
Lundby är en bebyggelse i Kareby socken i Kungälvs kommun i Västra Götalands län. För området avgränsades före 2015 en småort. Vid ortklassificeringen 2015 avgränsades här en tätort som då även omfattade bebyggelse öster och norr om Lundby. Denna tätort namnsattes av SCB till Lundby och Rogstorp.

## Befolkningsutveckling
| Befolkningsutvecklingen i Lundby och Rogstorp 2015–2020                              | Befolkningsutvecklingen i Lundby och Rogstorp 2015–2020 | Befolkningsutvecklingen i Lundby och Rogstorp 2015–2020 | Befolkningsutvecklingen i Lundby och Rogstorp 2015–2020 | Befolkningsutvecklingen i Lundby och Rogstorp 2015–2020 |
| ------------------------------------------------------------------------------------ | ------------------------------------------------------- | ------------------------------------------------------- | ------------------------------------------------------- | ------------------------------------------------------- |
|                                                                                      |                                                         |                                                         |                                                         |                                                         |
| År                                                                                   |                                                         |                                                         | Folkmängd                                               | Areal (ha)                                              |
| 2015                                                                                 | 2015                                                    |                                                         | 203                                                     | 52                                                      |
| 2020                                                                                 | 2020                                                    |                                                         | 273                                                     | 65                                                      |
| Anm.: Ny tätort 2015, var tidigare en småort som 2010 hade 108 invånare på 18 hektar |                                                         |                                                         |                                                         |                                                         |